# Alfred and cavity
alfred and cavity（アルフレッド・アンド・キャヴィティ）はthe band apartの3枚目のアルバムである。

## 収録曲
1. 72
2. Still awake
3. SOMETIMES
4. the same old song
5. headlight is destroyed
6. Circles and Lines
7. led
8. Stanley
9. stereo
10. beautiful vanity
11. Can't remember
12. KATANA

## 内容
CDエクストラとして「led」「Still awake」のミュージック・ビデオが収録されている。

## シングルでリリースされた曲
- マキシシングルDANIELS E.P.（限定盤）に「led」が収録されている。

## 演奏
- ジョージ・ボットマン
  - English Translation & Arrangement
  - Backing Vocal (#3)